# AS Roma Racing Pallanuoto
La Asociación Sportiva Roma Racing Palanuoto es un club italiano de waterpolo. Tiene su sede en Roma.

## Historia
La temporada 1993/94 se proclama campeón de la copa LEN de waterpolo masculino.
En 2009 el equipo masculino milita en la división A1 del campeonato de Italia de waterpolo masculino y el femenino en la división A1 del campeonato de Italia de waterpolo femenino.

## Palmarés
- 1 vez campeón de la copa LEN de waterpolo masculino (1993/94)
- 1 vez campeón de la Recopa de Europa de waterpolo masculino (1996)
- 2 veces campeón del campeonato de Italia de waterpolo masculino (1954 y 1995)

- 2 veces campeón de la copa LEN de waterpolo femenino (2007 y 2008)